# Resident Evil: Degeneration
Resident Evil: Degeneration (conhecido no Japão como Biohazard: Degeneration, バイオハザード：ディジェネレーション, Baiohazādo: Dijenerēshon) (bra: Resident Evil: Degeneração) é um filme japonês de animação adulta de 2008, dos gêneros biopunk, terror e ação, dirigido por Makoto Kamiya. É o primeiro longa-metragem da franquia Resident Evil feito com animação em captura de movimento. Foi produzido pela Capcom em parceria com a Sony Pictures Entertainment Japan. O filme estreou no Tokyo Game Show de 2008 e foi lançado nos cinemas em 17 de outubro do mesmo ano.
Ao contrário da saga de filmes live-action de Resident Evil, Degeneration se passa no mesmo universo da franquia original dos jogos. Os protagonistas são Leon S. Kennedy e Claire Redfield, que aparecem juntos pela primeira vez desde o jogo Resident Evil 2, lançado em 1998. Embora a história tenha sido bem recebida pelos fãs devido à sua conexão com os jogos, a animação e a qualidade das expressões faciais foram alvo de críticas negativas, sendo consideradas robóticas e artificiais.

## Enredo
Em novembro de 2005, o Aeroporto de Harvardville sofre um ataque com o T-vírus, tanto dentro do terminal quanto em um avião que caiu no local. Claire Redfield, membro da TerraSave (SalveATerra), encontra por acaso o senador Ron Davis, um crítico da organização, e os dois são forçados a se esconder na sala VIP junto com Rani, sobrinha de uma funcionária da TerraSave. Ao anoitecer, o aeroporto é isolado pela Special Response Team local e pelo Exército dos Estados Unidos, que auxiliam na evacuação dos sobreviventes. Os oficiais Angela Miller e Greg Glenn recebem o apoio do agente federal Leon S. Kennedy. O grupo de Claire é resgatado, mas Greg, que acaba infectado, precisa ser deixado para trás. Caminhões da WilPharma chegam ao local com uma vacina contra o T-vírus, mas são destruídos por explosivos. Leon então revela que um terrorista ameaçou espalhar o T-vírus pelos EUA caso os oficiais do governo envolvidos na sua criação não fossem expostos até a meia-noite.
Claire acompanha Frederic Downing, chefe de pesquisa da WilPharma, até o laboratório da empresa em Harvardville. Lá, Downing revela planos para desenvolver uma vacina contra o G-vírus, o que irrita Claire devido ao perigo envolvido. Ele então se retira, deixando Claire sozinha em seu escritório. Claire informa Leon sobre o que Downing disse e descobre que ele e Angela encontraram a casa de Curtis, irmão de Angela, em chamas. Pouco depois, Downing liga para Claire, alertando-a sobre um homem que ativou uma bomba-relógio na empresa. Claire avista Curtis no jardim central do prédio, e então a bomba explode.
Leon e Angela chegam ao laboratório e se separam. Leon reencontra Claire, enquanto Angela encontra seu irmão, Curtis, que revela o envolvimento do governo americano na ocultação da destruição de Raccoon City. Curtis então injeta em si mesmo o G-vírus, se transforma em uma criatura monstruosa e massacra um esquadrão de fuzileiros navais. Durante a luta, Leon resgata Angela enquanto o jardim do átrio desmorona, temporariamente esmagando Curtis nos escombros. O sistema de segurança do laboratório então ativa um protocolo de incineração para evitar a propagação dos vírus. Para escapar do fogo, Leon e Angela pulam em um tanque de água. Presos, Leon dispara contra uma divisória de vidro para evitar o afogamento e acabam em uma área subterrânea. Enquanto isso, Claire chega ao centro de comando e tenta desativar o alarme de risco biológico e abrir as saídas do prédio. No entanto, a detecção de Curtis aciona um protocolo de contenção, fazendo com que o laboratório seja jogado em um abismo para evitar qualquer chance de contaminação.
Curtis os ataca, vendo Leon como uma ameaça e Angela como uma conhecida. Por um breve momento, ele recupera a consciência e diz para Angela fugir antes de perder o controle novamente. Conforme as seções do laboratório são ejetadas, Leon e Angela tentam escapar de Curtis, mas acabam pendurados em uma passarela destruída. Prestes a cair, Curtis agarra a perna de Angela, mas Leon atira nele, fazendo-o despencar para a morte. Após o incidente, Claire acusa o senador Davis de ter orquestrado tudo para valorizar as ações da WilPharma. No entanto, Leon revela que Davis é inocente, levando Claire a perceber que o verdadeiro responsável por tudo foi Downing — ele destruiu a T-vacina, bombardeou o laboratório de pesquisa e esteve por trás dos recentes ataques bioterroristas. Enquanto isso, Downing negocia com o General Grandé, um cliente interessado em comprar o T-vírus após as notícias sobre seu potencial, embora o cientista o alerte sobre os riscos do G-vírus. Mais tarde, ao esperar um comprador para vender informações da WilPharma, Downing confunde um carro contendo Leon e Claire com seu contato e acaba preso pela polícia por seus crimes.
Downing confessa ser um ex-pesquisador da Umbrella que roubou os vírus, fugiu antes do incidente de Raccoon City e criou uma nova identidade. Usando esse disfarce, ele vendeu os vírus para potenciais compradores enquanto pesquisava a vacina. Angela percebe que Downing manipulou Curtis, mas Claire ressalta que, embora isso não o inocente, ele também queria evitar outro desastre como Raccoon City, assim como ela, Leon e Angela.
Enquanto isso, as notícias revelam que o senador Davis renunciou ao cargo após acusações de manipulação de ações da WilPharma. Um jornal cobrindo seu rosto indica que a empresa Tricell Incorporated fez uma oferta para comprar a WilPharma, que agora está falida. Nesse momento, é revelado que Davis foi assassinado pela Tricell, que apagou todos os arquivos dele sobre a WilPharma e recuperou amostras do G-vírus do corpo de Curtis.

## Elenco de voz
- Paul Mercier como Leon Scott Kennedy
- Alyson Court como Claire Redfield
- Laura Bailey como Angela Miller
- Roger Craig Smith como Curtis Miller
- Crispin Freeman como Frederic Downing
- Mary Elizabeth McGlynn como Tia de Rani
- Michelle Ruff como Rani Chawla
- Michael Sorich como Senador Ron Davis
- Steven Blum como Greg Glenn
- Salli Saffioti como Ingrid Hunnigan

## Produção
A Sony Pictures Entertainment, distribuidora dos filmes anteriores de Resident Evil, queria criar uma versão totalmente em CGI de Biohazard. Em 2006, a Capcom entrou no projeto, mas a produção só começou um ano depois, com a chegada do diretor Makoto Kamiya, do roteirista Shōtarō Suga e do estúdio Digital Frontier. No final de 2007, sete atores viajaram para o Japão para as gravações. Durante os dez dias em Tóquio, a equipe utilizou dois estúdios para captura corporal e facial e usou 50 computadores, totalizando 200 CPUs, para renderizar 1.300 cenas. A cantora e letrista japonesa Anna Tsuchiya interpretou a música tema de encerramento do filme, intitulada "GUILTY".
Enquanto Leon possui um tom mais sarcástico em Resident Evil 4, ele se comporta de maneira mais fria no filme em CGI. Paul Mercier, dublador do personagem, acredita que a Capcom queria apresentar uma versão diferente de Leon para o filme. Ainda assim, o ator afirmou ter gostado da experiência de trabalhar na produção.

## Lançamento
Degeneration estreou no Japão no dia 11 de outubro de 2008, durante o Tokyo Game Show. O filme teve um lançamento limitado nos cinemas japoneses a partir de 17 de outubro de 2008, em Shinjuku. No dia seguinte, foi exibido em Nagoya e Osaka. Nos Estados Unidos, o filme também teve um lançamento limitado, estreando em Nova York no dia 13 de novembro e em Los Angeles no dia 18 de novembro. Além disso, um trailer com os primeiros oito minutos do filme foi exibido no North American Home Theater do PlayStation Home.

### Mídia doméstica
O filme foi lançado em UMD, DVD e Disco Blu-ray, em dezembro de 2008, chegando ao Japão no dia 26 e à América do Norte no dia 27. Na União Europeia, o lançamento ocorreu entre janeiro e fevereiro de 2009. Até setembro de 2010, mais de 1,6 milhão de cópias para home video haviam sido distribuídas.

### Extras
Os extras do filme incluem o documentário Generation of Degeneration, perfis dos personagens, erros de dublagem, uma entrevista fictícia com Leon, cinco trailers, além de trailers e prévias de Resident Evil 5. No especial Generation of Degeneration, os criadores explicam que o filme funciona como um Resident Evil 4.5, mostrando os eventos que ocorrem após Resident Evil 4.

## Recepção

### Bilheteria
Mesmo com um lançamento limitado a duas semanas e apenas três salas de cinema no Japão, o filme arrecadou mais de ¥ 40 milhões (US$ 480 mil) nas bilheteiras, atraindo cerca de 33 mil espectadores.

### Mídia doméstica
Mais de 1,6 milhão de unidades de DVD e Blu-ray foram vendidas mundialmente. Nos Estados Unidos, estima-se que as vendas de home video tenham arrecadado cerca de US$ 11.232.337.

### Resposta da crítica
No agregador de críticas Rotten Tomatoes, o filme possui uma aprovação de 67% com base em 6 críticas.
A Wired News criticou a "animação irrealista, enredo fraco e diálogos forçados", comparando o filme a "uma cutscene de 90 minutos de um jogo eletrônico". Kim Newman, da revista Empire, deu 2 de 5 estrelas, afirmando que os fãs poderiam gostar, mas que os novatos não entenderiam e não deveriam começar por esse filme. O IGN comentou que a produção "parece e soa como uma cutscene de 90 minutos [...] o que não quer dizer que o filme seja ruim—não é—, só que falta uma identidade clara ou uma voz própria. [...] Vale a pena assistir, mas provavelmente não mais de uma vez." Matthew Reynolds, do Den of Geek, também deu 2 de 5 estrelas, destacando que "O aterrorizante Tyrant quase consegue salvar essa morna cutscene de 90 minutos de ser completamente inútil", mas concluiu: "a ação sem impacto e o enredo praticamente inexistente não vão agradar nem os fãs nem o público em geral." Steve Barton, do Dread Central, deu uma nota de 2,5 de 5, dizendo que, comparado aos filmes live-action de Resident Evil, "infelizmente [...] não é muito melhor". Charles Cassady Jr., do Common Sense Media, também deu 2 de 5 estrelas, apontando que, devido à animação em CGI, "raramente você se envolve com a história no nível básico que poderia com atores de carne e osso". Chris Plante, do UGO.com, deu nota B e escreveu: "É violento. É canônico. É um jogo de Resident Evil transformado em filme, para o bem e para o mal, mas acima de tudo, é uma experiência sangrenta e divertida."

### Prêmios e indicações
No 35º Saturn Awards, o filme foi indicado na categoria de Melhor Lançamento em DVD. A versão em Blu-ray também recebeu grande reconhecimento por suas funcionalidades, chegando a ganhar o prêmio Best in Interactivity Award na 1ª DEG Japan Awards, organizada pela Digital Entertainment Group Japan.

## Jogo para celular
A Nokia e a Capcom desenvolveram um jogo para a plataforma de jogos para celular N-Gage, inspirado livremente no filme. O jogo foi lançado em 18 de dezembro de 2008, enquanto a versão para iPhone chegou em 10 de maio de 2009. Apesar de Claire ser uma personagem central no filme, ela não é jogável no jogo, deixando Leon como o único protagonista controlável. A história se passa no aeroporto mostrado nas cenas iniciais do filme e inclui inimigos que não aparecem na animação, mas que já foram vistos em jogos anteriores da franquia, como os Cerberus e os três Tyrants de Resident Evil, Resident Evil 2 e Resident Evil – Code: Veronica.

## Sequência
Em 14 de setembro de 2010, a Capcom e a Sony Pictures Entertainment anunciaram uma sequência do filme, intitulada Resident Evil: Damnation, lançada em 27 de outubro de 2012. O longa tem Leon S. Kennedy como protagonista e foi lançado nos cinemas em 3D no Japão.